# Iron Marge
«Iron Marge» (укр. «Залізна Мардж») — шоста серія тридцять п'ятого сезону мультсеріалу «Сімпсони», прем'єра якої відбулась 12 листопада 2023 року у США на телеканалі «Fox».

## Сюжет
О 3 годині ранку на Еверґрін Террас лунає гуркіт автомобіля. Коли всі сусіди збираються надворі, інші матері знущаються над халатом Мардж, — пошкодженим, зношеним і перев'язаний зарядним кабелем. Жінки розповідають, що вони отримали свої халати як подарунки на день народження, на що Мардж відповідає, діти дарують їй лише подарунки, зроблені власноруч.
Тим часом Кірк ван Гутен ледь не наступив на оголений дріт під напругою, але, на щастя, Гомер рятує його. Після похвали від Кірка, Гомер бажає робити більше. Він завантажує мобільгий додаток на «Панікер» (укр. «Alarmist»), де публікує відео про дріт. Зрозумівши, що Гомер у кінці таблиці лідерів, продавець коміксів радить йому повідомляти про більше загроз, щоб піднятися вище.
Наступного дня Барт робить подарунок на день народження для Мардж, — паперову індичку з приклеєними до неї макаронами. Ліса каже братові, що цьогоріч їм потрібно дати Мардж належний подарунок. В універмазі вони хочуть купити мамі новий халат. Майже узявши халат, дітям звалюється набір молодшого оперативного шпигуна. Хоча Ліса наполягає на купівлі халата, але Барт переконує, що для Мардж головне не подарунок, а увага. Як подарунок до шпигунського набору на касі вони отримують чохол для прасувальної дошки.
На святковій вечері Мардж відкриває свої подарунки і розчаровується, коли отримує два чохли для прасувальної дошки. Мардж все одно радіє подарункам, через що діти почуваються задоволеними. Повернувшись у будиночок на дереві Барта, Барт і Ліса використовують пристрій для підслуховування чужих розмов. Вони також чують розмову Неда Фландерса з Мардж. Жінка говорить, що насправді розчарована подарунками і не відчуває себе як особистість. Малі Сімпсони усвідомлюють, що вони зіпсувалися і повинні діяти краще.
Тим часом Гомер піднімається в таблиці лідерів «Панікера» і потрапляє до п'ятірки найкращих після повідомлення про фейкові проблеми. При виявленні чергової «загрози», він виявляє, що хтось на ім'я Срібна Куля вже повідомив про неї. Срібною Кулею виявилася Агнес Скіннер.
Удома Барт і Ліса намагаються скласти список речей, які вони знають про свою мати, однак виявляють, що насправді нічого не знають. Вони використовують шпигунський набір, щоб проникнути в скриньку спогадів Мардж. Діти знаходять фото з дитинства Мардж, коли у неї був папуга Піті. Барт і Ліса з'ясовують, що Піті хтось забрав до Північного Таунсбургу, і вирішують поїхати туди, щоб знайти його.
Гомер і Агнес так починають сваритися, що повідомляють про все як про «загрозу» в парку, що відлякує людей. Згодом біля зламаного спринклера відкривається провалля, в яку вони обоє падають.
Тим часом у Таунсбурзі малі Сімпсони дізнаються, що Піті втік і приєднався до зграї диких папуг у місті. Сумуючи через те, що їм знову не вдається знайти Піті, вони повертаються до автобусної зупинки, де чують Піті на сусідньому дереві. Вони заманюють його вниз, використовуючи запис голосу Мардж, і зі шпигунським набором ловлять птаха в пастку, перш ніж відвести назад у Спрінґфілд.
У проваллі Гомер і Агнес гукають про допомогу, але через повідомлені «загрози» в парку нікого. Вони продовжують сперечатися, поки Агнес не починає давитися цукеркою. Гомер рятує її та відчуває гордість за це — справжній порятунок життя. Гомер допомагає Агнес вибратися з воронки, і вона йде, кажучи Гомеру, що знайде когось, хто допоможе йому (і цим повернеться до лідерства в «Панікері»).
Удома Барт і Ліса приносять Піті до Мардж, від чого у неї… паніка. Зненацька Піті на неї нападає та руйнує спальню. Мардж розповідає дітям, що Піті таким чином виявляє одержиму прив'язаність до неї. Через цей жах його і віддали. Дітлахам знову погано, оскільки вони просто хотіли возз'єднати Мардж з її другом дитинства. Коли Мардж усвідомлює, скільки зусиль доклали діти, щоб дістати для неї хороший подарунок, вона дякує їм. Разом вони збираються відвезти Піті назад у Таунсбург.
Іншої ночі 3 годині ранку звук аварії знову будить усіх в районі. Коли всі виходять, то нічого не знаходять. Матері помічають новий халат Мардж, який їй купили Барт і Ліса. Вона демонструє його, але всі збентежені тим, що не бачать нічого, що могло б спричинити шум? Виявляється, що Барт і Ліса використали шпигунський набір, щоб зімітувати шум. Разом з Мардж по раціях годинників, вони говорять, що місію виконано.

## Виробництво
Серія вийшла о 20:30 замість звичного слоту 20:00.
Сюжет епізоду натхненний справжнім досвідом сценариста Майка Скаллі.
|                   | Коли Майк Скаллі та його брат були дітьми, вони заощаджували на подарунок його мамі на день народження, але їх спокусила іграшка, і вони вирішили купити своїй мамі чохол для прасувальної дошки. Ми пропонували інші погані подарунки, але чохол для прасувальної дошки просто ідеальний. |
| — Кероліін Омайн, | |

Скаллі також зізнався, що це був той самий магазин, де його впіймали на крадіжці, що стало натхненням для сценарію серії «Marge Be Not Proud», що він також написав.
За словами Керолін Омайн, співвиконачої продюсерки епізода, мрія Ліси підслуховувати «клуб крутих дівчат» натхненна її дитячою параноєю бути крутою, як вони.
Керолін Омайн і Майк Скаллі раніше мали какаду і сірого папугу, якої породи Піті. Також, за словами Омайн, «у багатьох районах Лос-Анджелеса є зграї диких папуг. Я щодня бачу, як вони літають над моїм двором».
Назва автомайстерні у Таунсбурзі, куди приходять Барт з Лісою, «Art's Auto Service» є даниною автомайстерні «Art Omine Auto Service» батька Омайн.
|  | Я показала йому дизайн механічної майстерні, і він був у захваті. На жаль, у серпні він помер. Я не очікувала, що це буде якимось увіковічненням, але я рада, що це так. |

Через страйк Гільдії сценаристів Америки із травня до вересня 2023 року, творча команда не мала достатньо часу для редагування кольорової версії серії. В результаті було вирізано сцену в автобусі, яким Барт і Ліса їдуть, за участі «Sha-Na-NABBA», кавер-гуртом «ABBA», який би мучив дітей своїми репетиціями. «Це [було] надто складно, щоб виправити» — сказала Омайн.

## Культурні відсилання та цікаві факти
- Персонаж на піжамі продавця коміксів — це котяча версія ДІР з мультсеріалу «Завойовник Зім»[9].
- Додаток «Alarmist» засновано на додатку «Citizen» (укр. «Громадянин»), де користувачі повідомляють про небезпечні ситуації у своїх районах за допомогою відео та текстів[10].
- Божевільний, який бананом погрожує листоноші на статуї в Таунсбурзі — це актор Ніколас Кейдж[11].

## Ставлення критиків і глядачів
Під час прем'єри серію переглянули 1,92 млн осіб, з рейтингом 0.6, що зробило її другим найпопулярнішим шоу на телеканалі «Fox» тієї ночі, після «Крапополіса».
Реян Мішра з «TheReviewGeek» оцінив серію на дві з половиною з п'яти зірок, сказавши:
|  | Ця серія пропонує пристойну розповідь, яка іноді буває кумедною зі шматочками застарілого гумору тут і там. Однак, вона набагато менш складна, ніж попередні епізоди цього сезону. Якщо Ви — шанувальник «Сімпсонів», Ви можете сказати, що цю серію можна дивитися. З іншого боку, для тих, хто є шанувальником гарних анімаційних ситкомів, немає нічого, що захоплювало б. |

Водночас, Джон Шварц із сайту «Bubbleblabber» оцінив серію на 8/10, сказавши, що вона «допомогти стерти смак рота від тьмяного „Будиночка жахів на дереві“ на дереві, який був минулого тижня».
Згідно з голосуванням на сайті The NoHomers Club більшість фанатів оцінили серію на 4/5 із такою самою середньою оцінкою.